# قائمة البرامج المحمولة

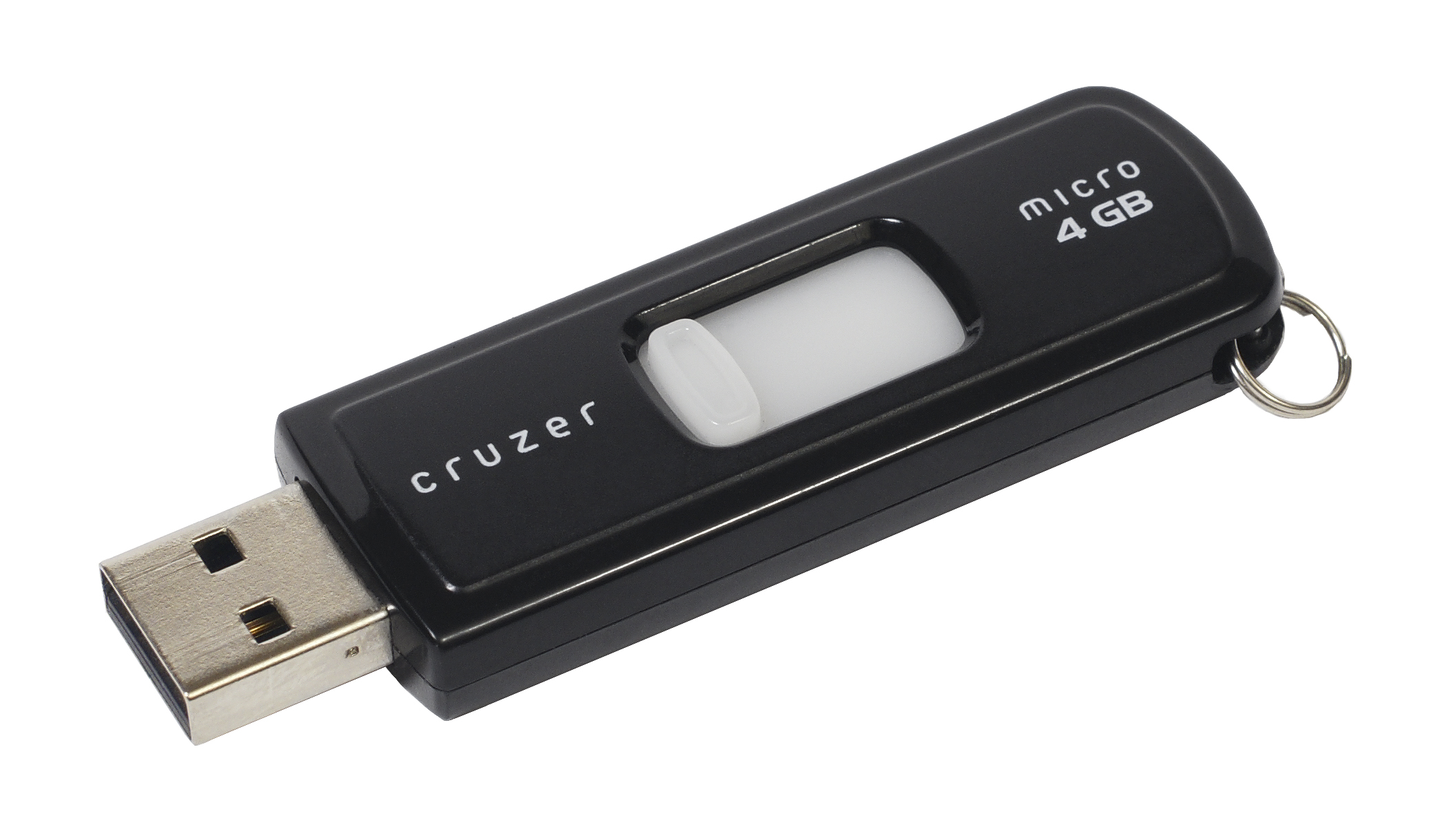
مثال على محرك أقراص فلاش 4 جيجابايت

ان التطبيق المحمول هو عبارة عن برنامج يمكن استخدامه من خلال أجهزة التخزين المحمولة مثل محركات أقراص USB المحمولة أو مشغلات الصوت الرقمية أو أجهزة المساعد الرقمي الشخصي  أو محركات الأقراص الصلبة الخارجية . وحتى يتم تضمينها، يجب أن يكون التطبيق قابلاً للتنفيذ على أجهزة كمبيوتر متعددة من خلال معدات التخزين القابل للإزالة وبدون التثبيت على جهاز الكمبيوتر، وبدون كتابة أي إعدادات أو بيانات على وحدة القرص الصلب بجهاز الكمبيوتر.
يتضمن هذا أيضا الإصدارات المعدلة من التطبيقات غير المحمولة حتى تكون محمولة.

## حزم البرامج
- Ceedo
- MojoPac
- LiberKey
- PortableApps.com
- U3
- WebLaminarTools
- WinPenPack

## مشغلات البرامج
- Appetizer (تطبيق لشريط المهام)
- ASuite
- Launchy
- OpenDisc
- RocketDock

## التطوير

### لغات البرمجة
- بايثون المحمول Python
- الإصدار المحمول من NSIS
- AutoIt المحمول
- AutoHotkey المحمول ( ملف مضغوط )
- Strawberry Perl (الإصدار المحمول من لغة بيرل)

### المحولات البرمجية
- MinGW
- Tiny C Compiler

### بيئة التطوير المتكاملةIDEs
- Alice IDE
- الإصدار المحمول من Eclipse
- Portable Code::Blocks (needs MinGW installed, which is portable too)
- الإصدار المحمول من Dev-C++
- Hackety Hack وهو نسخة تعليمية من Ruby والتي يمكن تنصيبها على فلاشة
- SharpDevelop المحمول

### تطوير ملفات التنصيب Setup
- الإصدار المحمول من Nullsoft Scriptable Install System (على شكل صيغة ملفات بورتابل أبس.كوم والتي بالامتداد paf.)

## أدوات رسم الخرائط المرئية / الإنتاجية
- XMIND

## للمستندات

### تطبيقات أوفيس والنشر
- Abiword
- AllMyNotes Organizer
- Atlantis Word Processor
- Jarte
- LibreOffice
- OpenOffice.org
- Scribus
- StarOffice

### أدوات التحرير
- AkelPad
- EmEditor Professional
- Geany
- Metapad
- Notepad++
- Notepad2
- NoteTab Light
- PSPad
- Q10
- SciTE
- Sublime Text
- TED Notepad
- Textpad
- UltraEdit
- VEDIT
- Vim

### المذكرات الشخصية
- Personal Knowbase

## برامج تعليمية
- Celestia
- GCompris
- Maxima
- Stellarium
- Calibre

## الإنترنت

### متصفحات الانترنت
- Avant
- Chromium
- Falkon
- Firefox Portable
- Google Chrome Portable
- Links
- Maxthon Browser
- Opera
- Pale Moon
- Pocket K-Meleon
- Lynx
- QtWeb
- SeaMonkey
- SRWare Iron Portable
- Sleipnir
- Waterfox
- XeroBank Browser

### برامج البريد الإلكتروني
- Mail - لنظام التشغيل Mac OS X
- موزيلا ثندربيرد المحمولة
- متواضع
- بيغاسوس ميل
- صنوبر
- Opera (لديه عميل بريد إلكتروني متكامل)
- قرد البحر
- sylpheed (نسخة مضغوطة)
- الوطواط! رحالة

### برامج نقل الملفات ببروتوكول FTP
- وين إس سي بي
- فايلزيلا
- Cyberduck المحمولة
- سمارت
- برنامج FlashFXP

### إدارة تنزيل الملفات
- Wget
- HTTrack
- Free Download Manager ( يتطلب التنصيب على الجهاز لانشاء نسخة محمولة)
- Opera ( يحتوي على مدير تنزيل داخلي مضمن بالتطبيق )

### برامجTelnetوSSH
- portaPuTTY
- WinSCP الإصدار المحمول - عميل SFTP / SCP / FTP ، مدير الملفات عن بُعد، واجهة المستخدم الرسومية

### الويكيعلى جهازك
- EverNote
- Wikidpad
- TiddlyWiki
- DokuWiki

## الشبكات

### خوادم HTTP
- HFS
- نود.جي إس
- XAMPP

### سطح المكتب البعيد
- RealVNC
- TeamViewer
- TightVNC
- UltraVNC

## أدوات أخرى

### تحرير الويب
- Nvu و KompoZer الصدارات المحمولة من البرنامجين - لنظام التشغيل Mac OS X و Windows.
- OpenOffice.org المحمول - مجموعة مكتب كاملة، تتضمن محرر HTML.
- SeaMonkey

### إدارة التقويم
- Sunbird المحمول - لنظام التشغيل Mac OS X و Windows
- iCal المحمولة - لنظام التشغيل Mac OS X

### إدارة الملفات
- Directory Opus عن طريق اختيار خيار تصدير USB/U3
- Servant Salamander 1.52
- Total Commander
- X-file X-file for Windows 98SE/2K or later
- XYplorer

### أرشفة الملفات / وفك ضغط الملفات
- 7-Zip
- Filzip
- PeaZip, لكل من ويندوز ولينكس

## أدوات PDF

### برامج قراءة ملفات PDF
- Foxit Reader
- STDU Viewer
- Sumatra PDF
- PDF-XChange Viewer

### برامج كتابة ملفات PDF
- OpenOffice.org المحمول - لنظامي التشغيل Microsoft Windows و Mac OS X

## الأمن والتشفير

### إدارة كلمة المرور
- KeePass Portable
- Password Safe

### مكافحة التجسس / البرمجيات الخبيثة
- CWShredder
- برنامج HijackThis
- الديدان

### مضاد للفيروسات
- ClamWin Portable
- GMER
- أداة Sophos Anti Rootkit

## صيانة النظام

### التحسين والتنظيف
- CCleaner

### إدارة التخزين
خرائط مرئية للمساحة الحرة على القرص الصلب والمجلدات والملفات كبيرة الحجم .
- WinDirStat
- Defraggler

### معلومات النظام
- CPU-Z – معلومات عن البروسيسور – clock - FSB speeds- SPD, OS.
- AIDA32 – اداة لعرض معلومات النظام وتشخيص الاعطال auditing program
- Speccy – اداة لعرض معلومات النظلم.

### تقسيم القرص الصلب / استرداد الملفات
- Stellar Phoenix Photo Recovery
- PhotoRec
- Stellar Phoenix Windows Data Recovery
- Stellar Phoenix Mac Data Recovery
- TestDisk
- Recuva.